# Helmut Seibt
Pour les articles homonymes, voir Seibt.
Helmut Seibt (né le 25 juin 1929 à Vienne et mort le 21 juillet 1992) est un patineur artistique autrichien.

## Biographie
Il se place à la 9e place lors des Jeux olympiques d'hiver de 1948 puis il remporte une médaille d'argent aux Jeux olympiques d'hiver de 1952. Il est également le champion d'Europe 1951–1952 et il gagne une médaille de bronze lors des championnats du monde de patinage artistique 1951. Il a également skié en couple avec Susi Giebisch et a été triple vice-champion d'Autriche avec elle.
Le Helmut Seibt Memorial est une compétition annuelle nommé en son honneur.

## Résultats

### Individuels
| Épreuve                 | 1947 | 1948 | 1949 | 1950 | 1951 | 1952 |
| ----------------------- | ---- | ---- | ---- | ---- | ---- | ---- |
| Jeux olympiques         |      | 9e   |      |      |      | 2e   |
| Championnats du monde   |      | 7e   | 5e   | 4e   | 3e   | 4e   |
| Championnats d'Europe   |      | 7e   | 3e   | 2e   | 1er  | 1er  |
| Championnats d'Autriche | 2e   | 3e   | 2e   | 1er  | 1er  | 1er  |

### Couples (avec Giebisch)
| Épreuve                 | 1946 | 1947 | 1948 |
| ----------------------- | ---- | ---- | ---- |
| Jeux olympiques         |      |      | 11e  |
| Championnats du monde   |      |      | 13e  |
| Championnats d'Europe   |      |      | 8e   |
| Championnats d'Autriche | 2e   | 2e   | 2e   |